# Saukonsaari (ö i Mellersta Finland, Jyväskylä, lat 62,01, long 25,59)
Saukonsaari är en ö i Finland. Den ligger i sjön Päijänne och i kommunen Jyväskylä i den ekonomiska regionen  Jyväskylä ekonomiska region  och landskapet Mellersta Finland, i den södra delen av landet, 210 km norr om huvudstaden Helsingfors. Öns area är 4,4 hektar och dess största längd är 430 meter i sydöst-nordvästlig riktning.